# 涩木绫乃
涩木绫乃（日语：渋木 綾乃，1941年3月29日—）是一名日本前排球运动员。她在1964年夏季奥林匹克运动会中，参加了女子排球比赛并获得金牌。她也参加过1962年亚洲运动会。